# الأثر البيئي لصناعة النفط

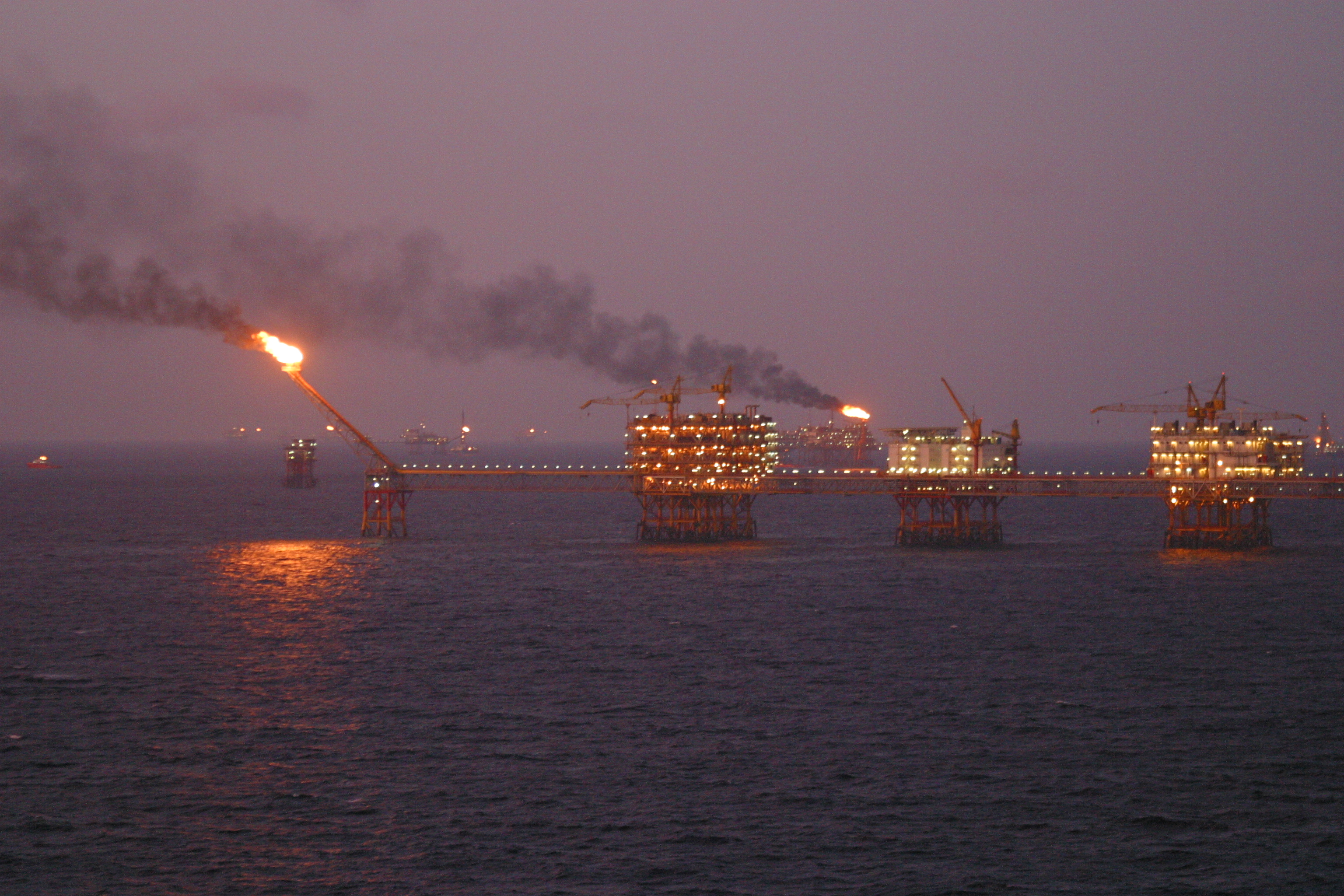

الأثر البيئي لصناعة النفط واسع النطاق وقابل للتوسع أيضًا، إذ أن له العديد من الاستخدامات. يعدّ كل من النفط الخام والغاز الطبيعي من مصادر الطاقة الأولية والمواد الخام التي تسهّل العديد من جوانب الحياة اليومية الحديثة والاقتصاد العالمي. زادت الإمدادات منها بسرعة على مدار المئة وخمسين عامًا الماضية، لتلبية متطلبات الزيادة السريعة في عدد السكان والإبداع والنزعة الاستهلاكية.
تُنتج كميات كبيرة من النفايات السامة وغير السامة أثناء مراحل استخراج النفط والغاز وتكريرهما ونقلهما. يمكن لبعض المنتجات الصناعية الثانوية، مثل المركبات العضوية المتطايرة ومركبات النيتروجين والكبريت، والنفط المتسرب، أن تلوث الهواء والماء والتربة بمستويات ضارة حيويًا، عندما تُدار بشكل غير صحيح. يعد الاحترار المناخي وتحمض المحيطات وارتفاع مستوى سطح البحر تغيرات عالمية تعززها انبعاثات الصناعة من غازات الدفيئة مثل ثاني أكسيد الكربون والميثان، والهباء الجوي الدقيق مثل الكربون الأسود.
يعد استخراج الوقود الأحفوري أكبر مساهم في التراكم المستمر للكربون في المحيط الحيوي للأرض من بين الأنشطة البشرية الأخرى. أفادت وكالة الطاقة الدولية وآخرون أن استخدام النفط والغاز تجاوز أكثر من 55% (18 مليار طن) من الرقم القياسي البالغ 32.8 مليار طن من ثاني أكسيد الكربون المنطلق في الغلاف الجوي من جميع مصادر الطاقة خلال عام 2017. يشكل استخدام الفحم معظم النسبة المتبقية البالغة 45%. يستمر إجمالي الانبعاثات في الارتفاع كل عام تقريبًا: زيادة أخرى بنسبة 1.7% إلى 33.1 مليار طن في عام 2018.
ساهمت صناعة النفط من خلال عملياتها بشكل مباشر بحوالي 8% (2.7 مليار طن) من 32.8 مليار طن في عام 2017. ساهمت الصناعة بشكل مباشر بحوالي 79 مليون طن على الأقل من الميثان (2.4 مليار طن من مكافئ ثاني أكسيد الكربون) في نفس العام نظرًا للإطلاقات المتعمدة وغيرها من الغاز الطبيعي، وهي كمية تعادل حوالي 14% من جميع الانبعاثات الطبيعية وبشرية المصدر المعروفة لغاز الاحترار الفعال.
يمكّننا النفط- وكذلك أنواع الوقود مثل البنزين والغاز الطبيعي المسال- من استخدام العديد من المواد الكيميائية والمنتجات الاستهلاكية، مثل الأسمدة والبلاستيك. لا يمكن تحقيق معظم التقنيات البديلة لتوليد الطاقة ونقلها وتخزينها إلا في هذا الوقت بسبب فائدتها المتنوعة. تعد المحافظة على الطبيعة، والكفاءة، وتقليل آثار النفايات للمنتجات النفطية إجراءات فعالة في الصناعة والمستهلكين نحو تحقيق استدامة بيئية أفضل.

## مسائل عامة

### المركبات السامة
النفط مزيج معقد من العديد من المكونات التي تشمل الهيدروكربونات العطرية ذات السلاسل الخطية، والمتفرعة، والحلقية، ووحيدة الحلقة، والهيدروكربونات العطرية متعددة الحلقات. يمكن فهم سمية النفط عن طريق القدرة السمية أو سمية كل مكون من مكونات النفط عند الذوبان في الماء. يمكن استخدام العديد من الطرق لقياس سمية النفط الخام والمنتجات النفطية الأخرى. يمكن لبعض الدراسات التي تحلل مستويات السمية استخدام نموذج الدهون المستهدفة أو التحليل اللوني باستخدام الأصباغ الملونة من أجل تقييم السمية وقابلية التحلل الحيوي.
تتمتع المنتجات النفطية الخام والبترولية المشتقة منه بمستويات مختلفة من السمية. تتأثر مستويات السمية بالعديد من العوامل مثل التجوية، والذوبانية، وكذلك الخصائص الكيميائية مثل الثبات. تميل زيادة التجوية إلى تقليل مستويات السمية، إذ تزيل المزيد من المواد القابلة للذوبان وذات الوزن الجزيئي المنخفض. تميل المواد عالية الذوبان في الماء إلى أن تكون أكثر سمية من المواد ذات قابلة الذوبان الأقل. تتمتع المواد النفطية التي تحتوي على سلاسل كربونية أطول وحلقات بنزين أكثر بمستويات سمية أعلى عمومًا.
يعدّ البنزين المنتج النفطي الأعلى سمية. تشمل المواد الأخرى شديدة السمية أيضًا، التولوين وميثيل بنزين والزيلينن، بينما تشمل المواد الأقل سمية النفط الخام وزيت المحركات. تؤثر جميع المنتجات المشتقة من النفط سلبًا على صحة الإنسان والنظام البيئي، رغم اختلاف مستويات السمية بينها. قد تخفّض مستحلبات النفط القدرة الهضمية للعناصر الغذائية في الجهاز الهضمي عند بعض الثدييات، مؤديةً إلى الموت أحيانًا. تشمل الأعراض الأخرى تمزق الشعيرات الدموية والنزيف.
يمكن أن تتأثر السلاسل الغذائية في النظام البيئي بسبب انخفاض إنتاجية الطحالب مما يهدد بعض الأنواع. النفط «قاتل بشدة» للأسماك، أي أنه يقتل الأسماك بسرعة، عند تركيز 4000 جزء في المليون (جزء في المليون) (0.4%). تهدد سمية المنتجات النفطية صحة الإنسان. العديد من المركبات الموجودة في النفط شديدة السمية ويمكن أن تسبب السرطان (مسرطنة) بالإضافة إلى أمراض أخرى. ربطت دراسات أجريت في تايوان القرب من مصافي النفط بالولادات المبكرة. يتسبب النفط الخام ونواتج تقطير البترول في حدوث تشوهات خلقية.
يتوفر البنزين في كل من النفط الخام والغازولين، ويُعرف بمساهمته في سرطان الدم عند البشر، وتقليل عدد كريات الدم البيضاء، ما يجعل الناس أكثر عرصة للإصابة بالعدوى. «ربطت الدراسات التعرض للبنزين في نطاق أجزاء من المليار، بسرطان الدم المتقدم، ولمفوما هودجكين، وأمراض الدم والجهاز المناعي الأخرى في غضون 5-15 سنة من التعرض».
يحتوي الغاز الأحفوري والنفط بشكل طبيعي على القليل من العناصر المشعة التي تنطلق أثناء التعدين. يعدّ التركيز العالي لهذه العناصر في المحلول الملحي مصدر قلق تكنولوجي وبيئي.

### غازات الدفيئة
يعطل استخراج النفط توازن دورة الكربون على الأرض عن طريق نقل الكربون الجيولوجي المحبوس إلى المحيط الحيوي. يستخدم المستهلكون الكربون بأشكال مختلفة ويحترق جزء كبير منه في الغلاف الجوي، منتجًا كميات هائلة من غازات الدفيئة، وثاني أكسيد الكربون كمخلفات. يشكل الغاز الطبيعي (الميثان غالبًا) دفيئةً أكثر فعالية عندما يتسرب إلى الغلاف الجوي قبل أن يحترق.
زاد تركيز ثاني أكسيد الكربون والميثان في الغلاف الجوي بحوالي 50% و150%على التوالي منذ أن بدأ العصر الصناعي 1750-1850، متجاوزًا مستوياتهما المستقرة نسبيًا لما يزيد عن 800000 سنة مضت. يتزايد كل منها حاليًا بنسبة 1% كل عام تقريبًا، إذ يُمتص حوالي نصف كمية الكربون المضاف بواسطة النباتات البرية ومصرّفات الكربون (المحيطات). كان النمو في الانبعاثات السنوية سريعًا جدًا لدرجة أن الكمية الإجمالية لكربون الوقود الأحفوري المستخرج في الثلاثين عامًا الماضية تجاوزت الكمية الإجمالية المستخرجة خلال التاريخ البشري بأكمله.

## حلول صناعة النفط والغاز
النفط أو الزيت الخام ويطلق عليه أيضا الذهب الأسود هو عبارة عن سائل كثيف قابل للاشتعال ذو لون اسود يميل إلى الاخضرار. متواجد في طبقة القشرة الارضية العليا. هو خليط معقد للغاية من الهيدروكربونات. بالنسبة إلى التركيب والشكل ومدى نقائه، كل هذا معتمد على المكان المستخرج منه. يأتي تطور صناعة النفط والغاز تلبية للطلب العالمي المتزايد على الطاقة حيث وجدت حاجة لاختراع احتياطيات جديدة مبتكرة في هذه الصناعة. يتطلب استخراج النفط والغاز في الظروف الشديدة في كثير من الأحيان منتجات عاليه الأداء لترميم وحماية الخرسانة من المواد الكيميائية والتآكل والحرائق والتدهور.
من بين هذه الاحتياطات ملاط الترميم الهيكلي، تغليف الكومة، لف ألياف الكربون، والطلاء المقاوم للمواد الكيميائية، ومواد مقاومة لصدأ التآكل.
لصناعة التنقيب عن النفط والغاز يتم صياغه العديد من المنتجات خصيصًا لتحمل الأداء العالي المطلوب في الظروف القاسية والبحرية.

## صناعة النفط
تقوم الشركات العظمى بإنتاج ما لا يقل عن 15% من الاحتياجات العالمية من النفط. أكثر من 80% من احتياطيات العالم من النفط والغاز الطبيعي تديرها شركات نفط وطنية. من بين أكبر 20 شركة في العالم يوجد 15 شركة حكومية.
تشمل صناعة النفط عمليات التنقيب، استخراج، تكرير، نقل (عادة بواسطة ناقلات النفط وخطوط الأنابيب)، وتسويق منتجات النفط. أعلى المنتجات قيمة في هذه الصناعة زيت الوقود، والكازولين (البترول).
هو أيضا مادة خام تدخل في الكثير من المنتجات الكيميائية، ومنها الأدوية، المذنبات، الأسمدة، المبيدات الحشرية واللدائن.